# Watson Washburn

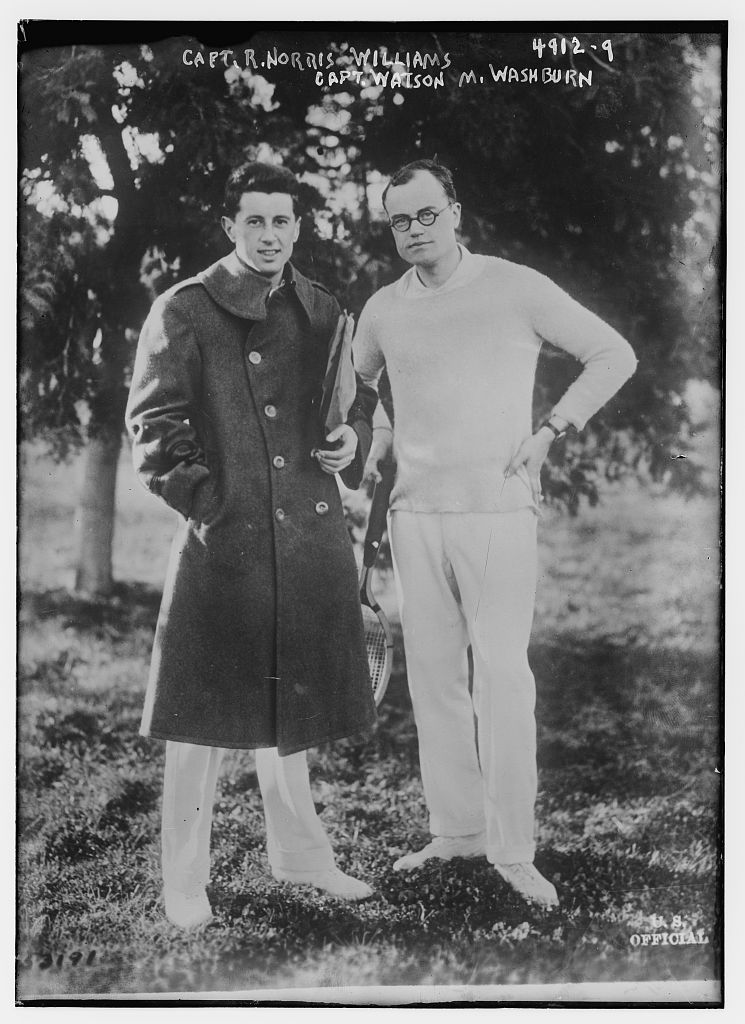
Richard Norris Williams und Watson Washburn (rechts).

Watson „Watty“ McLean Washburn (* 13. Juni 1894 in New York; † 2. Dezember 1973 ebenda) war ein US-amerikanischer Tennisspieler.

## Biographie
Washburn studierte an der Harvard University. Im Intercollegiate Championship gewann er 1913 im Doppel.
Während des Ersten Weltkriegs diente er der United States Army.
1921 gewann Washburn mit der US-amerikanischen Nationalmannschaft den Davis Cup.
Bei den Amerikanischen Tennismeisterschaften 1921 schaffte er zusammen mit Richard Norris Williams den Einzug in das Finale der Doppelkonkurrenz, jedoch unterlagen sie ihren Landsmännern Vincent Richards und Bill Tilden in drei Sätzen mit 11:13, 10:13 und 1:6.
1923 verloren sie gegen Brian Norton und Bill Tilden in fünf Sätzen mit 6:3, 2:6, 3:6, 7:5 und 2:6.
Im Jahr 1924 standen die beiden Frank Hunter und Vincent Richards im Doppelfinale von
Wimbledon gegenüber. Sie mussten sich in fünf Sätzen mit 3:6, 6:2, 10:8, 6:8 und 3:6 geschlagen geben.
Im Jahr 1940 wurde Washburn US-amerikanischer Meister im Einzel für über 45-Jährige und im Doppel in den Jahren 1940, 1942 und 1944.
Er war Onkel des Wimbledonsiegers Sidney Wood.
Washburn wurde 1965 in die International Tennis Hall of Fame aufgenommen.